# York (CDP, New York)
Pour les articles homonymes, voir York (homonymie).
York est une census-designated place du comté de Livingston, dans l'État de New York, aux États-Unis,. En 2020, elle compte une population de 488 habitants.